# Dusona mixta
Dusona mixta är en stekelart som först beskrevs av Johann Adam Pollich 1781.  Dusona mixta ingår i släktet Dusona och familjen brokparasitsteklar. Inga underarter finns listade i Catalogue of Life.